# Augusto da Silva
Augusto da Silva (Areias, Ferreira do Zêzere, 8 de Maio de 1929 - Lisboa, 2 de Novembro de 2014) foi sacerdote jesuíta, professor e escritor. 

## Vida
Licenciado em Filosofia (Braga, 1956), Teologia (Comillas, 1962) e Ciências Sociais – Sociologia (Roma, 1966).

Foi um dos responsáveis pela institucionalização da Sociologia em Portugal, com a criação do primeiro curso em 1964, no extinto Instituto Superior Económico e Social de Évora (ISESE).[ligação inativa]
Augusto da Silva foi Director do Curso de Sociologia do ISESE de 1966 e 1974 e, posteriormente, Membro da Comissão Instaladora do Instituto Universitário de Évora. Na Universidade de Évora exerceu diversos cargos de relevo: foi Pró-reitor (1976-1978); Presidente do Conselho do Departamento de Sociologia (1976-1995); Presidente do Conselho do Departamento de Linguística e Literaturas (1989-1992); Presidente do Conselho Pedagógico da Universidade de Évora (1987-1991); Presidente do Conselho Científico da Área Departamental de Ciências Humanas e Sociais (1989-1995); Presidente do Conselho Científico da Escola Superior da Educação de Beja (1993-1995); Presidente do Conselho Científico Geral da Universidade de Évora (1996-1998). Jubilou-se em 1999 como Professor Catedrático Convidado da Universidade de Évora, que em 20 de Novembro desse ano lhe conferiu o Doutoramento Honoris Causa, tendo sido seu patrono, Ário Lobo de Azevedo.
Das múltiplas disciplinas que leccionou (Demografia, Técnicas de Investigação Social, Estratificação e Mobilidade Social, Sociologia da Família, etc.) manteve sempre a docência da Sociologia Geral, Teorias Sociológicas e Sociologia da Religião, para as quais elaborou os elementos de estudo para os alunos. Coordenou pesquisas várias e dinamizou, desde 1975, a publicação da revista “Economia e Sociologia”(ISSN 0870-6026) de que, desde então, foi Director.

Fez parte da Associação Internacional de Sociologia, da Associação Portuguesa de Sociologia, da Sociedade Científica da Universidade Católica Portuguesa e da Associação de Sociólogos Jesuítas. Foi Director da área de Sociologia da Verbo/ Enciclopédia Luso Brasileira de Cultura, Consultor Técnico (para a área de Sociologia da Sociologia) da Lexicoteca – Moderna Enciclopédia Universal, colaborador e consultor das Enciclopédias Polis e Logos, onde subscreveu dezenas de “entradas”, e foi membro do Conselho Consultivo do Centro de Estudos Socio-Pastorais da Universidade Católica Portuguesa. Foi também Vogal da Fundação Eugénio de Almeida; Consultor do Provincial da Província Portuguesa da Companhia de Jesus; membro do Conselho Municipal de Évora em representação das Instituições de Solidariedade Social; e Vogal da Comissão de Arte e Arqueologia da Câmara de Évora.

## Obra
Foi autor de diversos livros e artigos sobre a história, institucionalização e ensino da Sociologia em Évora e Portugal. Publicou também sobre temas sociais, religião, doutrina social cristã, população e cultura em revistas como Brotéria, Arquipélago, Economia e Sociologia, Lumen, Communio, Laikós, Vértice, Análise Social, Eborensia, Igreja Eborense, e outras. Foi colaborador do Semanário A Defesa e do jornal Diário do Sul.

### Últimos trabalhos
(2013), Évora, 1964: Contributos para a História da Institucionalização da Sociologia em Portugal (em co-autoria com R. Costa).

(2013), O Ensino Superior em Évora: Memória e Projecto (1957-1975) (colab. de F. Segurado, M. C. Oliveira e R. Costa).

(2012), “The Sociology Course in Évora, 1964: Novelty, Establishment and Founding Elements of the First Sociology Degree Course in Portugal”, Sociological Origins – A Journal of Research, Documentation and Critique, 8(1): 39—53 (em co-autoria com R. Costa).

(2012), Sociologia Geral I - Apontamentos, reedição em papel e e-book, Évora: Universidade de Évora/Departamento de Sociologia.

(2012), Sociologia Geral II - Apontamentos, reedição em papel e e-book, Évora: Universidade de Évora/Departamento de Sociologia.

(2012), Provocações e Tribulações da Sociologia em Évora.

(2012), Cinquenta Anos de Jesuítas em Évora.

(2009), “Da Europa para Évora e de Évora para o Mundo". A Universidade Jesuítica de Évora (1559-1759) (co-org. com M. F. Nunes).

## Homenagens (Académicas)
Em 1999 foi-lhe atribuído o título de Doutor Honoris Causa pela Universidade de Évora (Patrono: Ário Lobo de Azevedo) 

Ramos, F. M.; Silva, C. A; & Marujo, M. N. (2000). Homenagem ao Professor Augusto da Silva. Évora: Departamento de Sociologia da Universidade de Évora/CISA-AS.[ISBN: 972-98698-0-4]

Em 2012 o Departamento de Sociologia da Universidade de Évora reeditou em papel e e-book as Sebentas de Sociologia Geral I e II da autoria do Professor Augusto da Silva, a que juntou textos de homenagem elaborados pelos actuais professores do Departamento, ex-alunos do Professor Augusto da Silva .

Em 2013 a Comissão de Curso de 1.º ciclo de estudos em Sociologia da Universidade de Évora, com o apoio do Departamento de Sociologia e da Escola de Ciências Sociais, instituiu a Lição Inaugural do Ano Lectivo "Augusto da Silva", de que foi orador o Professor Carlos Fortuna, Professor Catedrático na Universidade de Coimbra e ex-aluno do Professor Augusto da Silva.